# Olaf Sigtryggsson
No confundir con Amlaíb mac Sitriuc (Olaf Cuaran), monarca vikingo del reino de Dublín en el siglo X.
Olaf Sigtryggsson (gaélico: Amlaíb mac Sitriuc, m. 1034) fue un caudillo hiberno-nórdico, monarca del reino vikingo de Mann e hijo de Sigtrygg Silkbeard, por lo tanto miembro de la dinastía Uí Ímair; y su consorte Sláine, hija de Brian Boru, rey de Munster y gran rey de Irlanda. 

## Estirpe
Olaf tuvo cuatro hermanos: Artalach (m. 999),  Oleif (m. 1013), Godfrey (m. 1036) y Glúniairn (m. 1031). Oleif murió como represalia a su ataque a Cork; Glúniairn fue asesinado por el pueblo de Brega; Godfrey murió en Gales, posiblemente en manos de un primo hermano. Su hermanastra Cellach fue la única que sobrevivió a Olaf, murió en 1042 el mismo mes que falleció su padre.

## Vida
En 1027, tras la muerte de Máel Sechlainn en 1022 y el caos que acompañó las subsiguientes reclamaciones por el trono del gran rey de Irlanda por los príncipes irlandeses, Sigtrygg Silkbeard se vio forzado a cerrar alianzas con los reino de Brega. Sigtrygg y Donnchad fueron derrotados en un ataque sobre Staholmock, condado de Meath por los guerreros del rey de Mide, Roen Ua Mael Sechlainn. Sigtrygg siguió luchando hasta enfrentarse en una batalla en Lickblaw donde Donnchad y Roen murieron.
En 1029, Olaf es hecho prisionero por el rey de Brega, Mathghamhain Ua Riagain que pidió un rescate de 1200 vacas, ampliado posteriormente a 140 caballos y sesenta onzas de oro y plata, "la espada de Carlus", los rehenes irlandeses de Leinster y Leath Cuinn:
«cuatro rehenes a Ua Riagain para asegurar la paz, y el valor de la vida del tercer rehén.»
Y otras 80 vacas como suplicación que debería pagar el hombre que negociase la liberación de Olaf. Este incidente ilustra la importancia de los rescates de los cautivos nobles, una manipulación política con el objetivo de incrementar los recursos de una parte y desalentar a la otra. La solicitud de caballos sugiere que Dublín era un importante enclave de importación de equinos en el siglo XI y que la familia de Olaf estaba involucrada en el comercio de ganado.
Los Anales de los cuatro maestros cita en su entrada del año 1034 que Amlaíb mac Sitriuc «fue asesinado por los anglosajones» cuando se dirigía a Roma en peregrinación.

## Herencia
Ragnhild, madre de Gruffydd ap Cynan, de quien descienden los reyes de Gwyndedd.